# Râul Mihocul
Râul Mihocul este un curs de apă, afluent al râului Olănelul. 

## Hărți
- Harta Munții Godeanu  Arhivat în 11 octombrie 2008, la Wayback Machine.